# Kąpiąca się (obraz Jeana-Auguste’a-Dominique’a Ingres’a)
Kąpiąca się (fr. La Baigneuse) – obraz Jeana Dominique’a Auguste’a Ingres’a z 1808. Określany również jako Kąpiąca się Valpinçona, od nazwiska kolekcjonera, w którego prywatnych zbiorach pozostawał przez ok. 30 lat.

## Okoliczności powstania obrazu
Ingres namalował Kąpiącą się w czasie swojego pobytu w Rzymie jako jeden z obrazów, jaki był zobowiązany corocznie prezentować Akademii Francuskiej jako dowód postępów w sztuce malarskiej osiągniętych dzięki obcowaniu ze sztuką antyczną i renesansową. Początkowo obraz nosił tytuł Siedząca kobieta (fr. Femme assise).
Malując Kąpiącą się, Ingres porzucił tematykę mitologiczną, którą do tej pory preferował. Kąpiąca się, z powodu oszczędności zastosowanych detali, nie daje się powiązać z żadną epoką historyczną. Skupia to uwagę widza całkowicie na przedstawionej na obrazie postaci kobiecej. Mimo tego w dziele wyraźny jest wpływ włoskich manierystów i Rafaela.

## Opis
Obraz przedstawia nagą kobietę we wnętrzu łaźni. Postać siedzi odwrócona plecami do widza na łóżku, z głową delikatnie zwróconą w prawo. Głowę przykrywa białym płótnem, które otacza również jej lewe ramię i zsuwa się do nóg. Po lewej stronie obrazu widoczna jest zielona zasłona. Kobieta wydaje się być pogrążona we własnych myślach i nie zwracać uwagi na opadającą w dół tkaninę ani na odsłaniającą ją zasłonę. Jej ciało utrzymane jest w złotawej tonacji kolorystycznej, oparte na długich, krzywych, lecz harmonijnych liniach.
Malując kolejne postacie nagich kobiet, Ingres, według własnych słów, poszukiwał ideału kobiecego piękna. Motyw siedzącej plecami do widza kąpiącej się powtarzał jeszcze kilkakrotnie w późniejszych obrazach: Małej kąpiącej się i Łaźni tureckiej.

## Odbiór krytyki
Bezpośrednio po ukończeniu i pierwszym wystawieniu pracy Kąpiąca się nie wzbudziła zainteresowania krytyki. Obraz bez rozgłosu nabył generał Rapp do swojej prywatnej kolekcji. W latach 20. XIX wieku odkupił go od niego kolekcjoner Valpinçon, który w 1855, po namowach młodego Degasa, zgodził się wypożyczyć dzieło na Wystawę Światową. Jego pojawienie się tam pozwoliło mu zyskać sławę, zaś obraz odkupił od Valpinçona Izaak Pereire. W 1879 ten sam właściciel sprzedał obraz do kolekcji Luwru.